# Lidija Aleksejevna Čarská
Lidija Aleksejevna Čarská (rusky Лидия Алексеевна Чарская); 31. ledna 1875, Sankt-Petěrburg – 18. března 1938, Adler, dnes sídliště v Soči) byla ruská spisovatelka, autorka knih pro děti a mládež a divadelní herečka.

## Život a tvorba
Lidija se narodila 19. ledna 1875greg. (podle jiných údajů 1878) v Carském Selu (některé zdroje udávají místo narození Kavkaz). Věrohodné údaje o její rodině chybí; otec Alexej Aleksandrovič Voronskoj byl vojenský inženýr, plukovník, v roce 1913 již generálporučík, matka, o které není známo téměř nic, zemřela při porodu. (V autobiografickém příběhu rusky За что? píše Čarská, že ji vychovávaly tety z matčiny strany.) Později se otec znovu oženil, v některých dílech autorka vzpomíná na nevlastní bratry a sestry. Sedm let (1886–1893) strávila v Pavlovském ženském institutu v Petrohradu. Dojmy ze školního života se staly materiálem pro její knihy. V deseti letech se pokoušela psát verše a od patnácti let si psala deník, který se zčásti zachoval.
Studovala herectví na Carské divadelní škole v Petrohradu, v roce 1898, po ukončení studia, nastoupila do Petrohradského Alexandrovského Carského divadla, ve kterém pracovala do roku 1924. Hrála v nevýznamných vedlejších rolích, za které byla bídně placena. Lydia, mající syna Jurije, trpěla nedostatkem prostředků, což ji přivedlo k práci spisovatelky. V roce 1901 začala psát povídku Записки маленькой гимназистки (Zápisky mladé gymnasistky) založenou na jejích deníkových zápiscích z dob studií, kterou publikovala na pokračování v dětském časopise Задушевное слово pod divadelním pseudonymem L. Čarská (pocházejícím od чары - kouzla). Zápisky jí přinesly neobyčejný úspěch a Čarská skutečně „ovládla mysl“ ruských dětí, především školaček. Například v roce 1911 komise Moskevské společnosti pro šíření znalostí provedla mezi školáky průzkum, jehož výsledky byly prezentovány na sjezdu knihovníků. Děti četly většinou Gogola (34%), Puškina (23%), Čarskou (21%), Twaina (18%), Turgeněva (12%).

## Rodina
Poprvé se vdala v osmnácti letech, za muže si vzala důstojníka Borise Čermilova, narodil se jim syn Jurij. Manželství netrvalo dlouho, brzy po narození syna Boris odjel na Sibiř a s Lidijí se rozvedl. Další osudy Jurije i jeho otce jsou neznámé, je možné, že zahynul v období Občanské války, avšak podle jiných údajů zůstal naživu a ve třicátých letech sloužil na Dálném východě.
Podle některých údajů byl druhý manžel Lidije výrazně mladší, v dětství čítal její práce, v dospělém věku oblíbenou spisovatelku vyhledal, několik let jí pomáhal a poté si ji vzal. Jeho další osudy jsou také neznámé.